# Назаркина, Клавдия Ивановна
Кла́вдия Ива́новна Наза́ркина (31 мая 1924, Каменская, Коломенский уезд, Московская губерния, РСФСР, СССР) — советский деятель промышленности. Заместитель главного инженера Марийского машиностроительного завода (1956―1970), заместитель главного директора Производственного объединения «Марийский машиностроитель» (1970―1983). Заслуженный деятель науки и техники Марийской АССР (1969).

## Биография
Родилась 31 мая 1924 года в деревне Каменская ныне Егорьевского района Московской области.
В 1949 году окончила МГТУ имени Н. Э. Баумана и направлена на Марийский машиностроительный завод в Йошкар-Оле, где работала инженером-технологом, начальником лаборатории и цеха. В 1956 году окончила Академию Министерства оборонной промышленности СССР. С того же года ― заместитель главного инженера, с 1970 года ― заместитель главного директора Производственного объединения «Марийский машиностроитель». 
В 1983 году переехала в Москву, где была начальником сектора, ведущим инженером НИИ автоматической аппаратуры имени В. С. Семенихина.
В 1963―1967 годах избиралась депутатом Верховного Совета Марийской АССР VI созыва.
В 1969 году за вклад в развитие машиностроения ей присвоено почётное звание «Заслуженный деятель науки и техники Марийской АССР». Награждена орденом Трудового Красного Знамени (дважды) и медалями.

## Трудовые звания и награды
- Заслуженный деятель науки и техники Марийской АССР (1969)[1]
- Орден Трудового Красного Знамени (1962, 1971)[1]
- Юбилейная медаль «За доблестный труд. В ознаменование 100-летия со дня рождения Владимира Ильича Ленина» (1970)[1]